# Compactozetes rotoruensis
Compactozetes rotoruensis är en kvalsterart som beskrevs av Hammer 1966. Compactozetes rotoruensis ingår i släktet Compactozetes och familjen Cepheidae. Inga underarter finns listade i Catalogue of Life.